# Paromoion
Ein Paromoion (von altgriech. παρόμοιος „ähnlich, (fast) gleich“), auch Paromoiosis, ist eine rhetorische Klangfigur. Ähnlich wie bei der Alliteration beginnen Wörter mit demselben Anfangsbuchstaben; über die Alliteration hinaus stammen sie jedoch aus unterschiedlichen semantischen Bereichen. Das Paromoion wurde sowohl in der altgriechischen als auch in der lateinischen Antike verwendet.
Beispiel: Πόλεμος πάντων μὲν πατήρ ἐστί – „Der Krieg ist der Vater aller Dinge.“ (Heraklit)